# Conil de la Frontera
Conil de la Frontera ist eine Stadt in der südspanischen Region Andalusien. Sie gehört zur Provinz Cádiz in der Comarca La Janda und liegt zwischen Cádiz und Gibraltar am Atlantik an der Costa de la Luz. Conil hat 23.996 Einwohner (Stand: 2024), im Sommer strömen bis zu 80.000 Touristen in dieses zu der Ruta de los Pueblos Blancos, der Route der weißen Dörfer, gehörende „weiße Dorf“.
Die Ortschaft Conil lebte in der Vergangenheit hauptsächlich vom Fischfang und der Landwirtschaft. Dabei hatte der traditionelle Thunfischfang, die Almadraba, eine große Bedeutung. Heute ist die Atmosphäre des Ortes internationaler und hauptsächlich durch Tourismus, Sprach- und Surfschulen geprägt.

## Geschichte
Die Geschichte Conils reicht bis zu den Phöniziern zurück, die sich 1500 v. Chr. an diesem Ort niederließen. Einzelne Funde, wie die Reste einer phönizischen Nekropolis, zeugen von dieser Zeit. Der wesentliche Bestandteil der Conilensischen Wirtschaft war schon immer der Fischfang. Die Nähe zu reichhaltigen Angelgebieten machte die Stadt seit jeher besonders attraktiv für Eroberer und Plünderer. Nach Maurischer Besiedelung ging der Ort nach der Eroberung durch die Christen zum Herrschaftsgebiet von Alonso Pérez de Guzmán über. Daran erinnert der ehemalige Aussichtsturm Torre de Guzmán, der auf den einstigen Wehrcharakter des Dorfes verweist. Von den Stadtmauern ist aber nicht mehr viel erhalten geblieben.

## Bevölkerungsentwicklung
| Jahr      | 1900  | 1910  | 1920  | 1930  | 1940  | 1950  | 1960   | 1970   | 1980   | 1990   | 2000   | 2010   | 2020   |
| --------- | ----- | ----- | ----- | ----- | ----- | ----- | ------ | ------ | ------ | ------ | ------ | ------ | ------ |
| Einwohner | 5.624 | 6.328 | 6.808 | 7.380 | 9.142 | 9.245 | 10.046 | 11.398 | 13.406 | 15.582 | 18.057 | 21.755 | 23.186 |

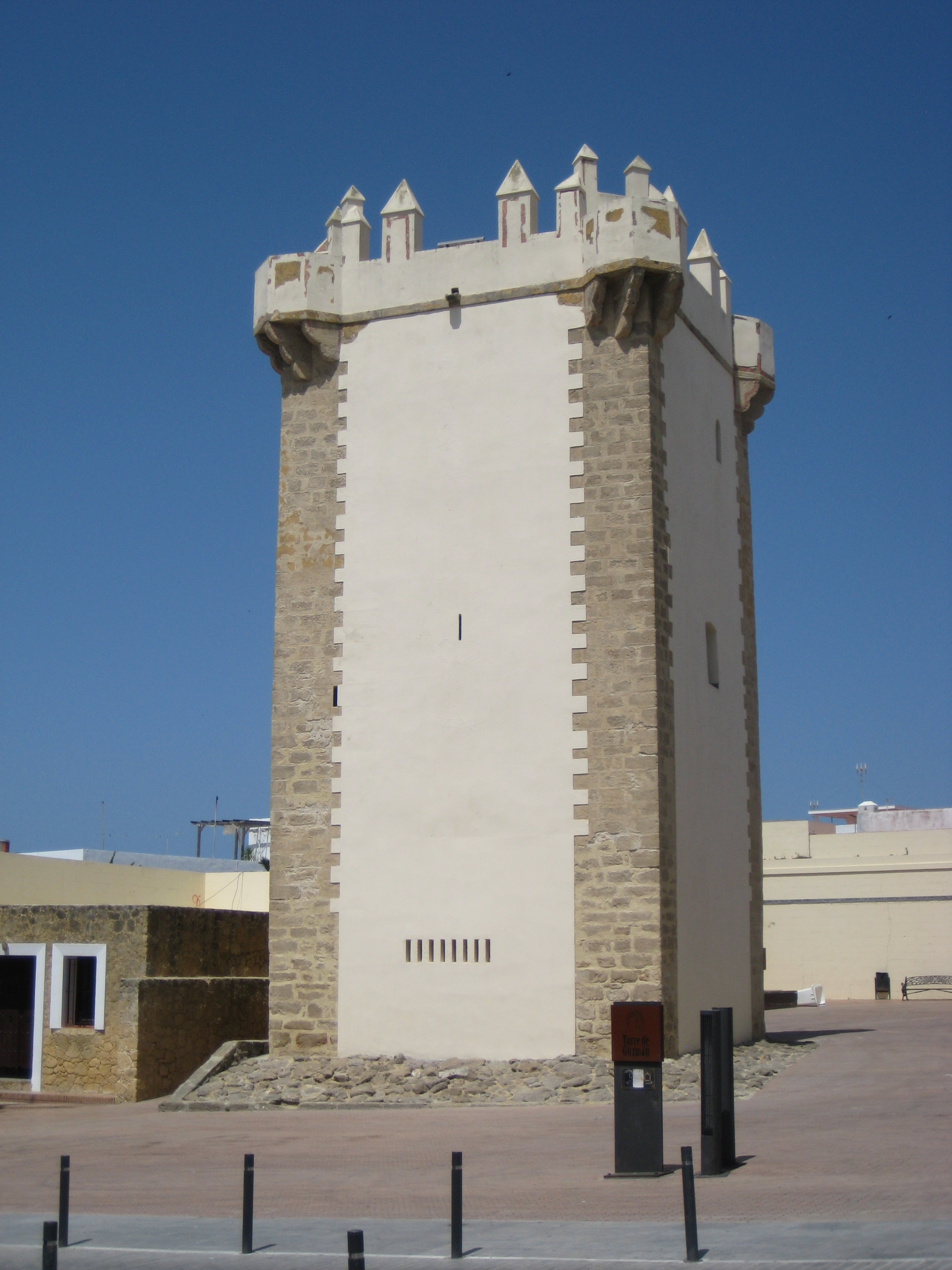
Torre de Guzmán
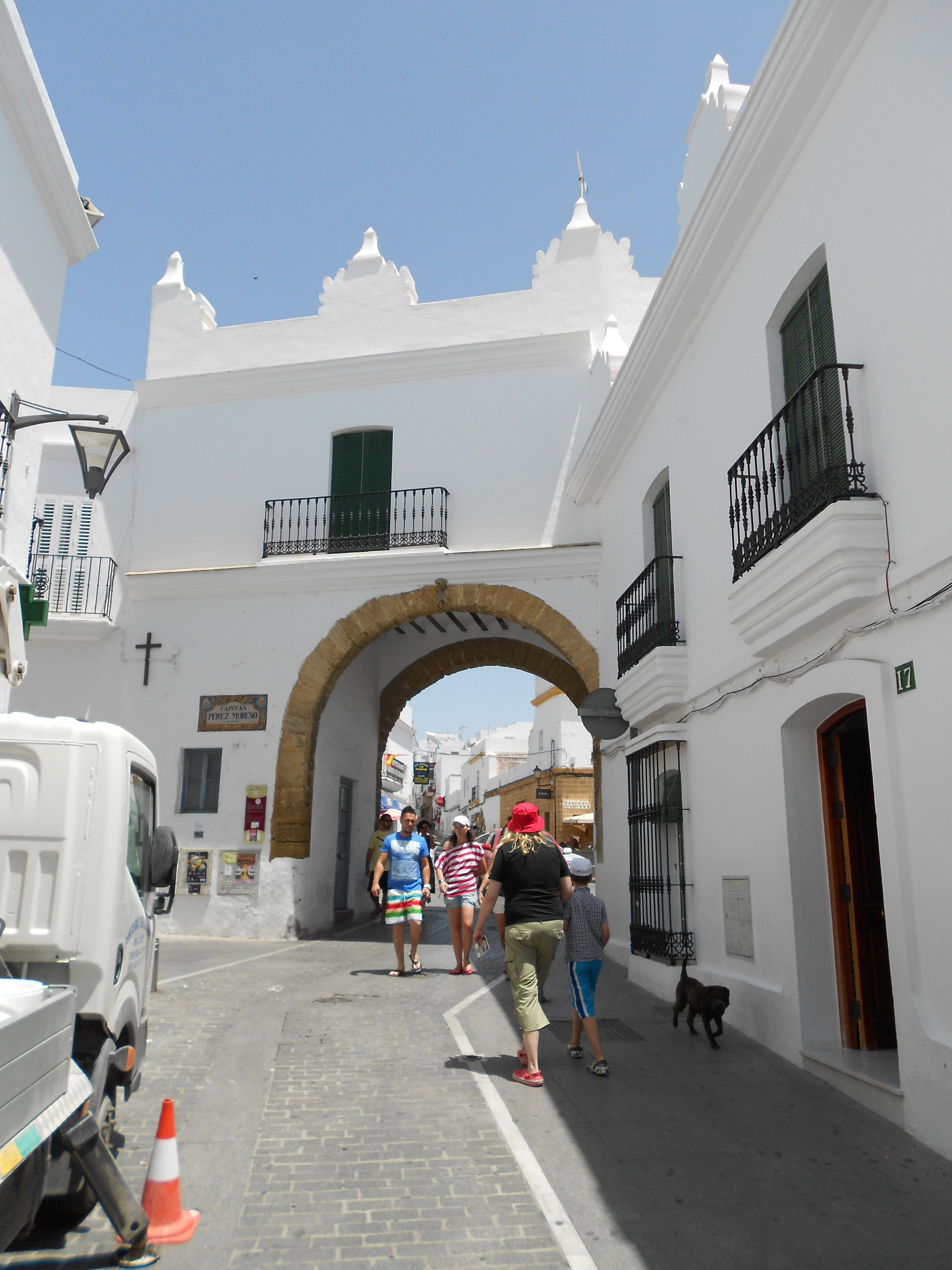
Stadttor
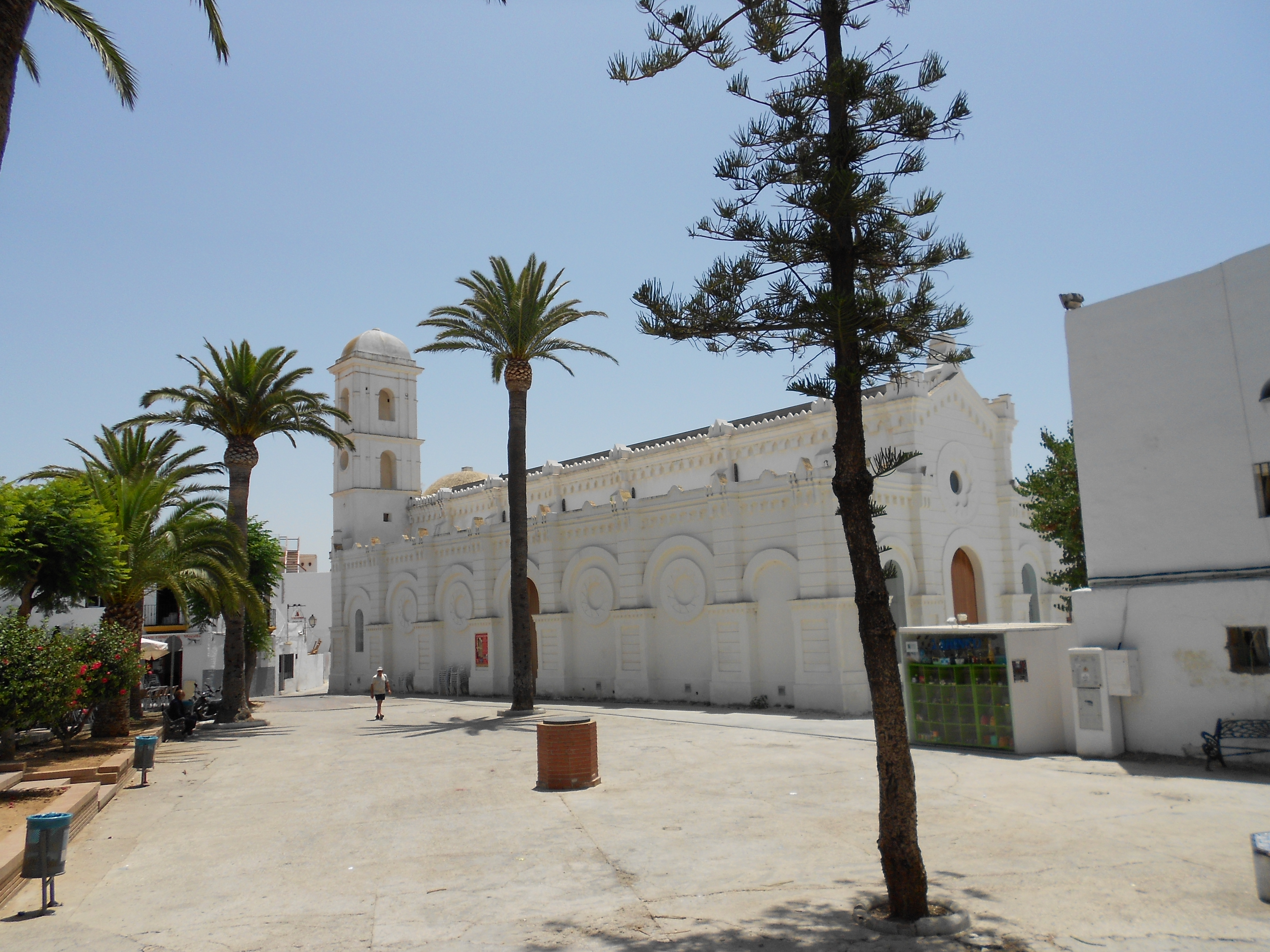
Kulturzentrum Santa Catalina
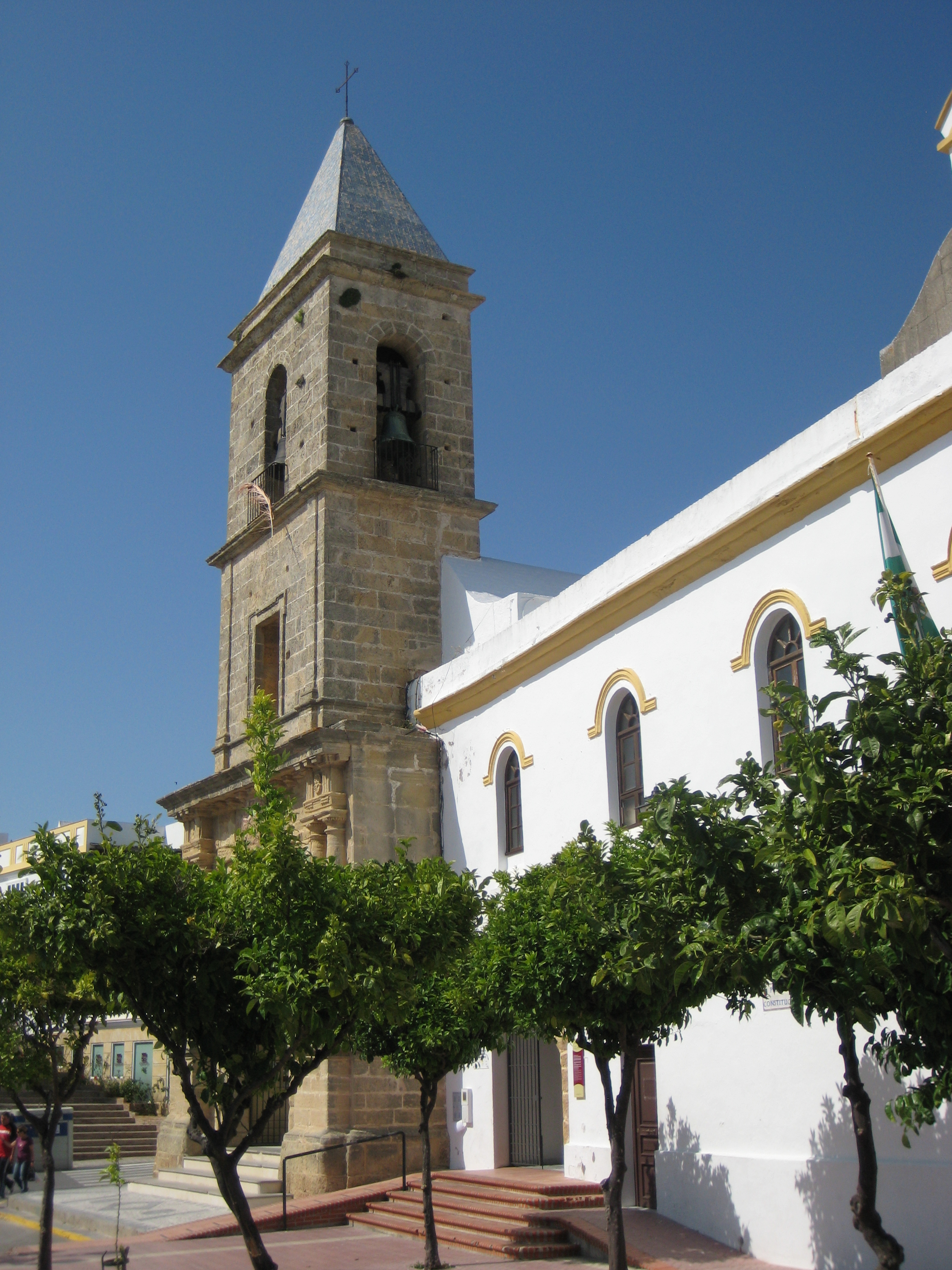
Convento de la Victoria
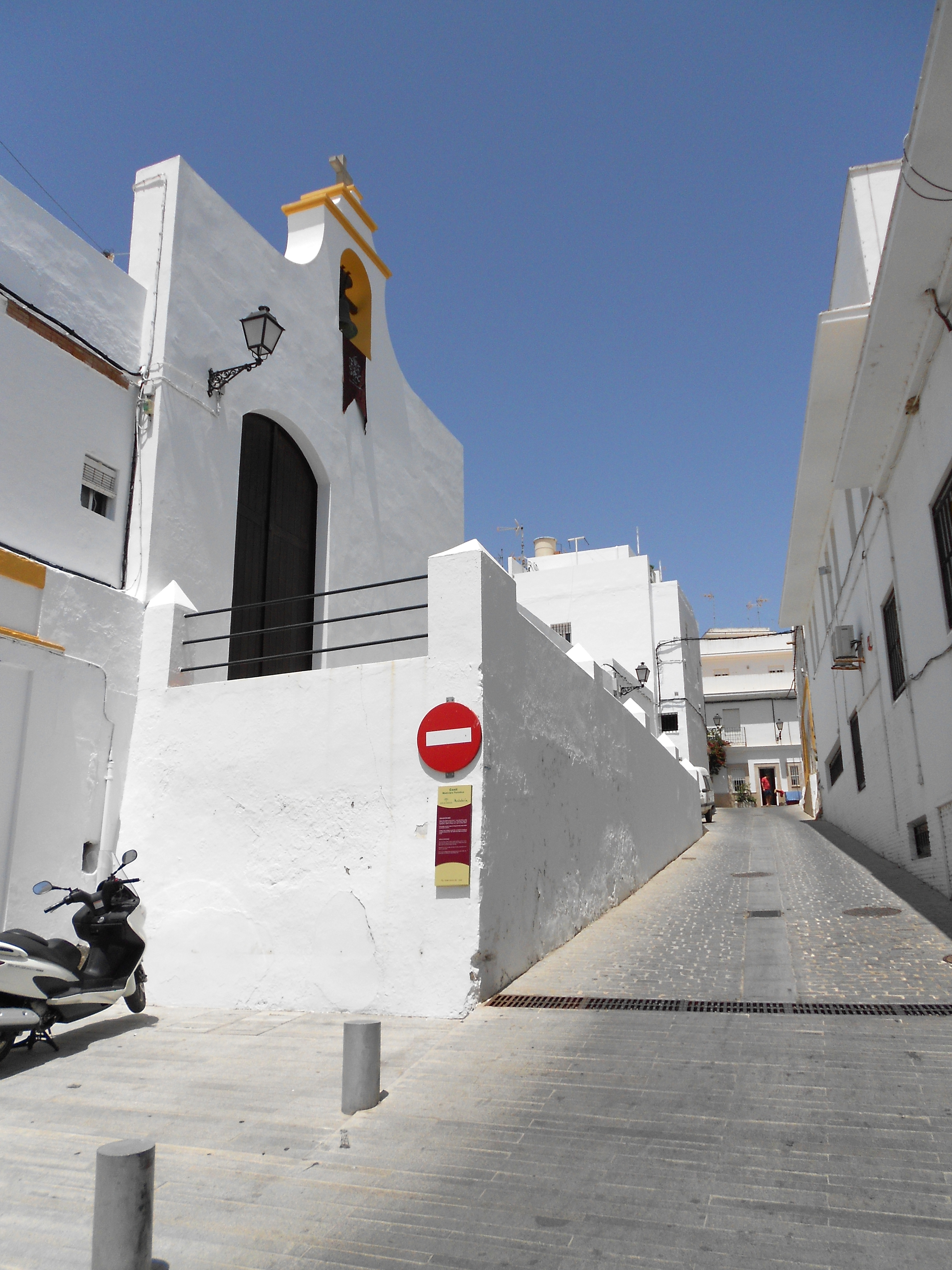
Kirche Santo Espiritu

## Tourismus
Wie in anderen Küstenorten der Costa de la Luz auch, wird es in den Sommermonaten, wenn auch die Spanier selbst Urlaub machen, hier etwas voller und lebhafter. Wer die Atmosphäre des ruhigen Fischerortes sucht, sollte insbesondere den August meiden. Außerhalb der Saison ist es ruhiger und viele Lokale bleiben deshalb den Winter über geschlossen. Conil ist außerdem aufgrund günstiger Windbedingungen für Surfer ein beliebter Ort. In der Altstadt, mit kleinen Gassen und weißen Häusern, finden sich zahlreiche Geschäfte, Bars und Restaurants.
Etwas außerhalb in nördlicher Richtung liegt der kleine Hafen von Conil. Hinter dem Hafen befinden sich die Felsbuchten von Roche, die zu den schönsten Stränden Andalusiens gezählt werden. Verschiedene kleine Buchten sind über Steintreppen zu erreichen. Bei dem oft starken Wind sind diese ein guter Zufluchtsort zum Baden und Sonnen. Oberhalb des Hafens erhebt sich der Leuchtturm von Conil, von dem aus die Gebirge Afrikas zu sehen sind.
Insgesamt gibt es in Conil rund 14 Kilometer Strand, dazu gehören der Playa de los Bateles, der Playa Fuente del Gallo, der Playa el Castilnovo sowie die Cala del Aceite. Am Playa el Castilnovo steht der Torre de Castilnovo, ein mittelalterlicher Wachturm, der im 16. Jahrhundert erbaut wurde.
Eine Besonderheit in Conil ist, dass die großen Hotels alle außerhalb, nördlich der Stadt, angesiedelt sind. So erhält Conil den Charakter eines kleinen Fischerdorfes, obwohl die Touristen die Stadt zu Fuß gut erreichen können.
Südlich ragt das Kap Trafalgar (Cabo T.) in den Atlantik und bildet den nordwestlichen Torpfeiler der Straße von Gibraltar.
Um den Tourismus in der Stadt zu fördern, organisiert der Gastronomieverband jedes Jahr verschiedene Veranstaltungen, auf denen viele einheimische Restaurants regionale Spezialitäten anbieten, beispielsweise Gerichte mit dem berühmten roten Thunfisch der Almadraba.
Im Juni 1959 besuchte der Schriftsteller Ernest Hemingway das Fischerdorf. Ihm zu Ehren wird alljährlich der Kongress Hemingway y el mar im April veranstaltet.

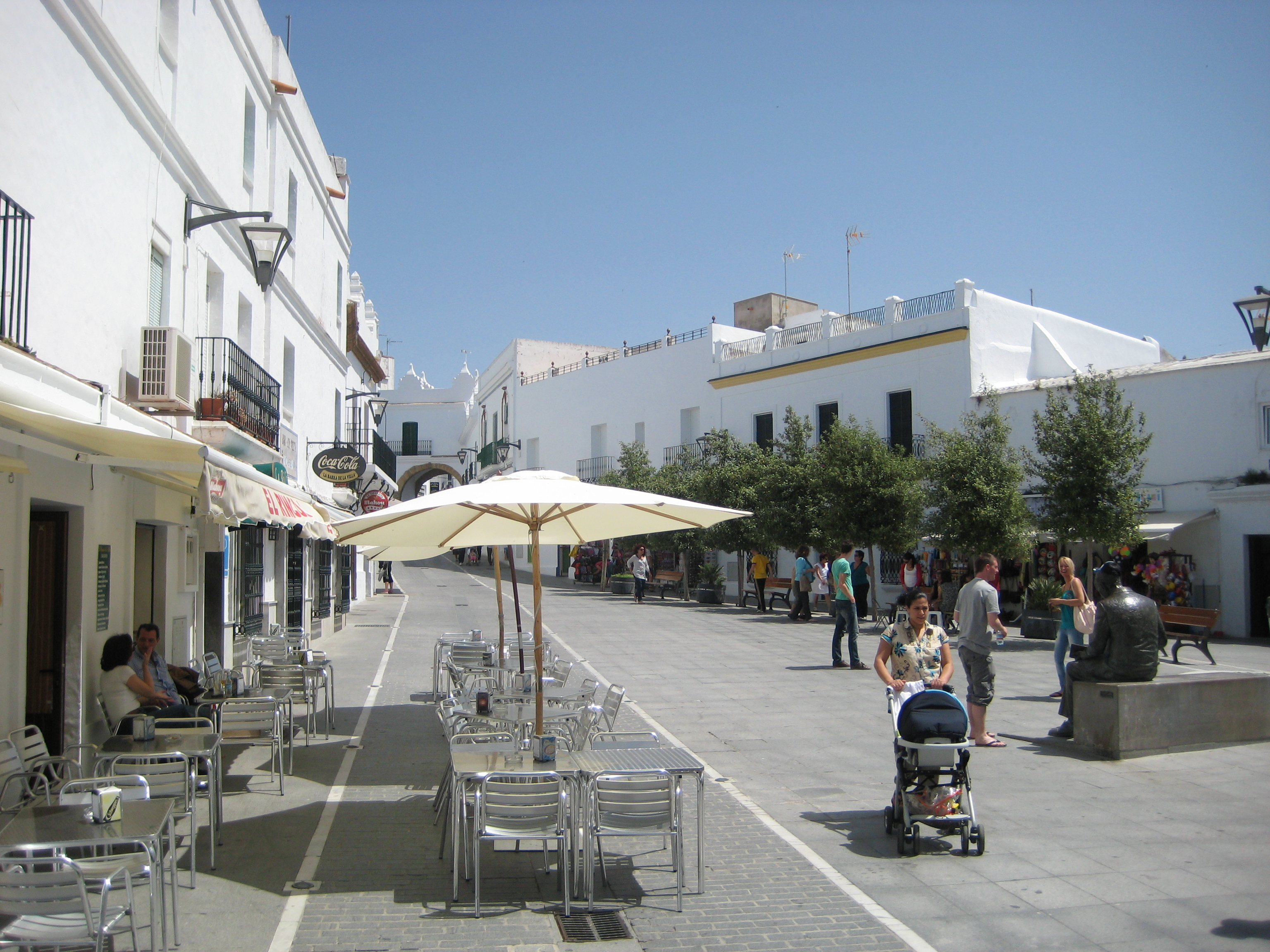
Plaza de España
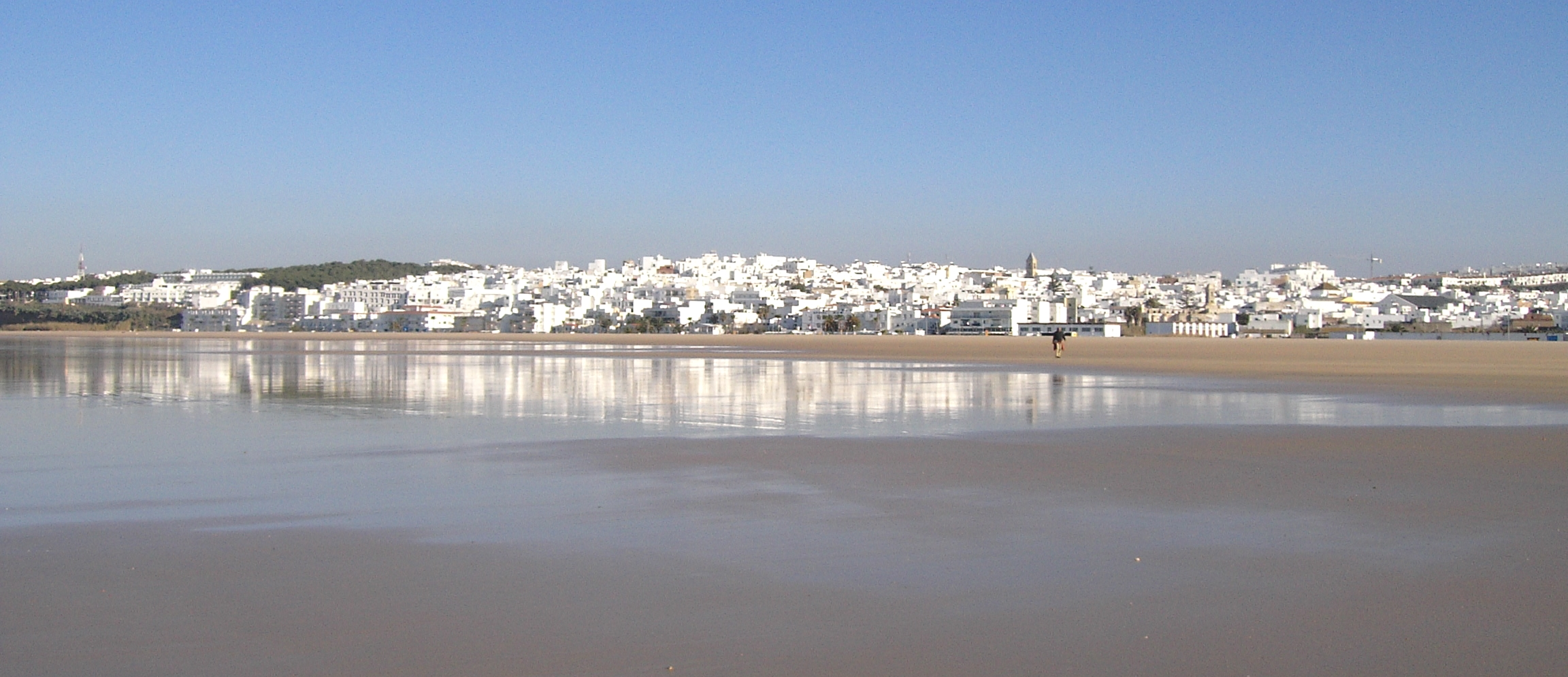
Strand bei Ebbe
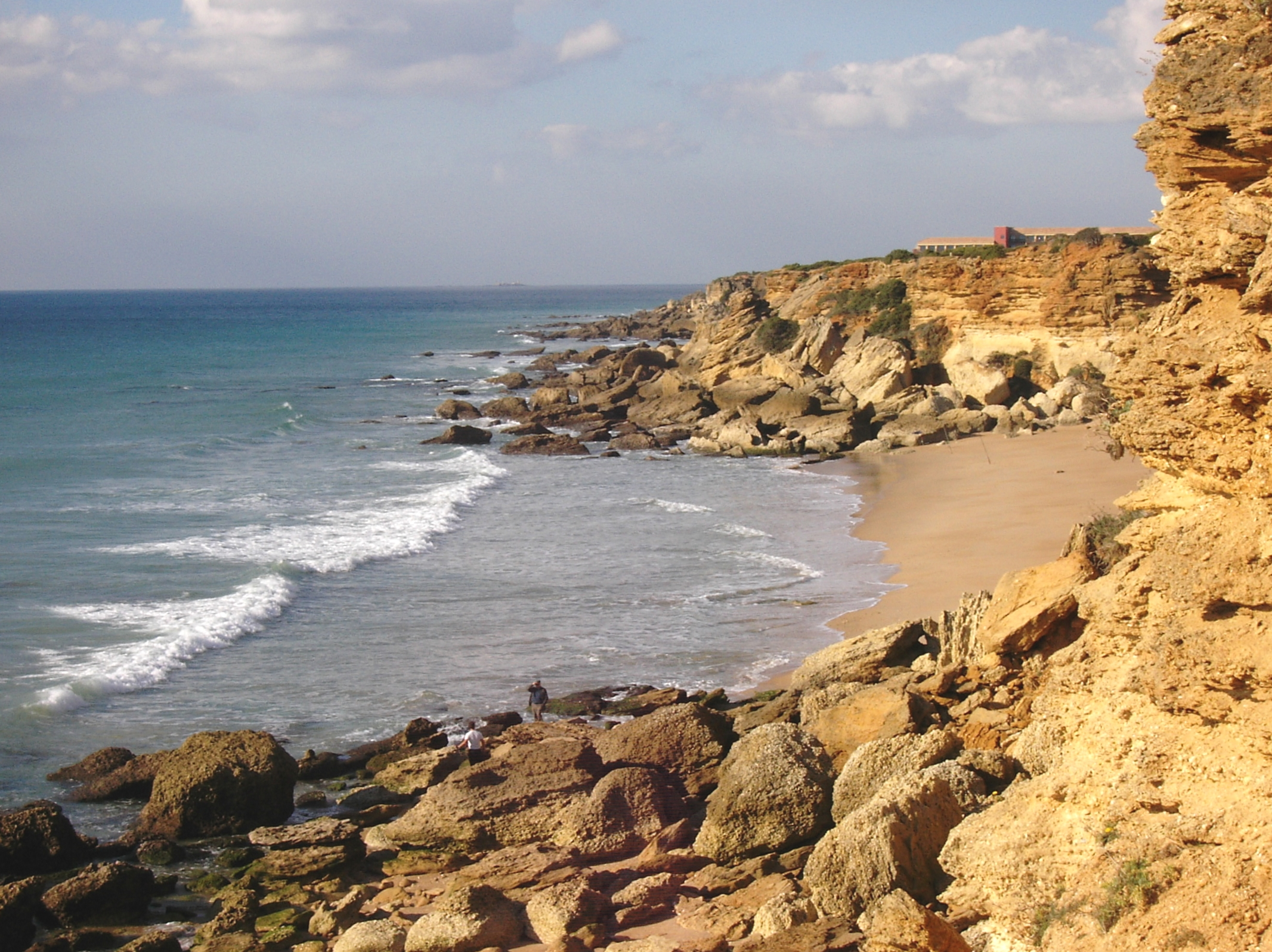
Bucht bei Roche

## Feste
- Fest zu Ehren von Nuestra Señora de las Virtudes: Die Feier zu Ehren der Schutzpatronin findet zwischen dem 7. und dem 11. September statt. Tag der Patronin ist der 8. September.
- Virgen del Carmen: Schutzpatronin der Fischer. Am 16. Juli nach einer Messe zieht ein Festumzug mit der Jungfrau Carmen von der Kirche Santa Catalina zum Hafen, wo die Jungfrau schließlich auf ein Boot getragen wird und eine Meeresprozession stattfindet.
- Romería de San Sebastián: Schutzpatron. Am Sonntag, der am nächsten des 20. Januar liegt findet ein Umzug mit Pferdewagen und geschmückten Traktoren statt. Der Umzug startet in Conil am Paseo del Atlántico und endet traditionell im Pinienwald von El Colorado. Sollte es an dem betreffenden Sonntag regnen, so wird die Romeria auf den darauffolgenden Sonntag verschoben.[7]
- Frühlingsfest in El Colorado: In der ersten Juniwoche findet auf dem Festplatz in El Colorado ein großes Fest statt. Es werden viele Wettbewerbe für Pferdebesitzer abgehalten.
- Cruces de mayo: Maikreuzigung. Im Mai schmücken viele Einwohner ihre Häuser mit Kruzifixen, welche anschließend an einem Wettbewerb teilnehmen um das schönste Haus zu küren.
- Karneval: Jedes Jahr zu Karneval findet auf dem Platz am Torre de Guzmán eine große Karnevalsparty in einem Festzelt statt, an der sich die Einwohner Conils verkleiden und tanzen.
- Semana Santa: Traditionelle Osterprozessionen der teilnehmenden Kirche in Conil.[8]
- Hemingway y el mar. Jährlich im April stattfindendes Symposium über Ernest Hemingway mit wissenschaftlichen Referenten und Einbeziehung der örtlichen Schulen.
- Hogueras de San Juan: Lagerfeuer zu Ehren des San Juan. In der Nacht vom 23. auf den 24. Juni werden gegen Mitternacht an den Stränden Conils Lagerfeuer entzündet. Der Legende nach müssen dort „Juan y Juana“ verbrannt werden.
- Santa Catalina de Alejandría: Prozession der Heiligen durch Conil.[9]

## Söhne und Töchter der Stadt
- Marcos Ramírez (* 1997), Motorradrennfahrer